# Leges Genuciae
Le Leges Genuciae furono delle leggi romane proposte nel 342 a.C dal tribuno della plebe Lucio Genucio.
La Lex Genucia de feneratione prevedeva che il prestito a interesse fosse proibito. A Roma l'usura era molto diffusa, poiché la città era un importante centro di scambi commerciali e si cercò più volte di ridurre i tassi d'interesse, ma solo la Lex Genucia limitò il problema.
La Lex Genucia de magistratibus prevedeva il divieto di ricoprire due cariche nello stesso tempo e sanciva che non si potesse ricoprire la stessa carica prima che fossero trascorsi dieci anni dalla prima elezione. Questa legge prevedeva anche che uno dei consoli fosse plebeo.